# Yolanda Barcina Angulo
Yolanda Barcina Angulo (Burgos, 4 d'abril de 1960) és una política espanyola, catedràtica de Farmàcia, que fou presidenta del Govern de Navarra entre 2011 i 2015. Va ser alcaldessa de l'Ajuntament de Pamplona per Unió del Poble Navarrès entre 1999 i 2011. Fou també presidenta d'aquest partit entre 2009 i 2015.

## Biografia
Nascuda a Burgos, filla de José Barcina, agricultor i empresari burgalès i de María Dolores Angulo, mestra biscaina. Durant la seva infància els seus pares es van traslladar a viure a Portugalete (Biscaia), on va transcórrer la seva infància fins als 17 anys, quan es va traslladar a Navarra a estudiar Farmàcia a la Universitat de Navarra, on es va llicenciar i va doctorar (1984). La seva tesi fou premi extraordinari.
El 1988 va obtenir una plaça de Professora Titular a la Universitat Autònoma de Barcelona. El 1990 es va traslladar a la Universitat del País Basc, on va ser vicedegana de la Facultat de Farmàcia. El 1991 es va incorporar al Departament de Tecnologia d'Aliments de la Universitat Pública de Navarra i el 1993 va obtenir la Càtedra de Nutrició i Bromatologia en aquesta Universitat. Des de 1995 fins a 1996 va ser vicerectora de Gestió Acadèmica de la Universitat Pública de Navarra.

## Trajectòria política
Catedràtica en Nutrició i Bromatologia de la Universitat Pública de Navarra, va desenvolupar la seva activitat professional en diverses universitats destacant la seva labor de gestió a la Universitat del País Basc, on va ser vicedegana de la Facultat de Farmàcia, i a la Universitat Pública de Navarra, on va exercir de vicerectora. El 1996 s'incorpora com a independent a la Conselleria de Medi ambient, Ordenació del Territori i Habitatge del primer Govern de Navarra, presidit Miguel Sanz Sesma (UPN), convertint-se en la primera dona que ha format part del Govern de Navarra.
En 1999 va ser designada per encapçalar la candidatura d'UPN a l'Ajuntament de Pamplona, convertint-se en la primera dona en la història a guanyar l'alcaldia de Pamplona al juny d'aquest any.
Ja com a afiliada d'UPN, fou novament cap de llista el 2003 i 2007, sent investida alcaldessa després d'ambdues cites electorals, aconseguint un fet històric, ja que ningú ha ostentat l'alcaldia en tres legislatures consecutives. El 2009 substituí Miguel Sanz en la presidència d'UPN.
En les eleccions al Parlament de Navarra de 2011, encapçala la candidatura del seu partit, i obtenint 19 dels 50 escons, veient-se obligada a pactar per obtenir la seva investidura i convertir-se en la primera dona que ocupi la presidència del Govern de Navarra. Aquest acord es va aconseguir amb el PSN-PSOE, i va ser ratificat per ambdues organitzacions el 18 de juny de 2011. El 23 de juny és investida Presidenta del Govern de Navarra amb els vots d'aquests grups, i l'1 de juliol de 2011 prendrà possessió d'aquest càrrec.

## Gestió a l'Ajuntament de Pamplona
La trajectòria municipal de Yolanda Barcina en l'alcaldia s'ha caracteritzat per la profunda transformació de la ciutat. Entre les seves majors inversions destaquen l'impuls a les peatonalitzacions, Avinguda Carlos III, Avinguda Roncesvalles, Carrers Iturralde i Suit; la continuació de la reurbanització del centre històric de la ciutat, creant un gran espai exclusivament per als vianants a la Plaça del Castillo, en dotar-la d'un pàrquing subterrani; i la inversió en cultura i en educació, multiplicant el nombre de places en escoles infantils i creant una xarxa de centres culturals (Civivox). A més, destaca la construcció del palau de Congressos i Auditori Baluard i la nova estació d'autobusos subterrània en ple centre de la ciutat. Pamplona és reconeguda en aquest temps com una de les ciutats amb major qualitat de vida, com subratlla l'estudi de l'OCU.

## Més enllà de la política
Després de deixar la política activa se centrà de nou en la vida acadèmica i professional i esdevingué membre de l'Acadèmia de Veterinària de la Regió de Múrcia i Consellera de Telefònica Audiovisual Digital.

## Reconeixements
Ha rebut diversos premis. Així, és Doctora Honoris Causa per la Universitat San Ignacio de Loyola a Lima (Perú), Professora Honorària de la Universitat de Varna (Bulgària) i de la Universitat Nacional de Rosario (Argentina). i ha rebut la Creu del Comanador de la República Federal d'Alemanya.

## Vida personal
Fins al 2010, i durant 21 anys, estigué casada amb l'arquitecte de Santander José Virgilio Vallejo, amb qui té un fill. Més endavant es casà amb Manuel Pizarro, després de dos anys de relació.